# Omoa
Omoa est une municipalité du Honduras, située dans le département de Cortés. Elle est fondée en 1536.
Des montagnes de déchets amenés par la mer prennent forme sur les plages de la municipalité.